# Tamara Zidanšek
Tamara Zidanšek (pronunciado /'tamaɾa 
'siðanŠɜk/, Támara Sidánchek; Postoina, 26 de diciembre de 1997) es una jugadora de tenis eslovena.
Su mejor posición en la clasificación de la WTA ha sido la número 22 en individuales y la 47 en dobles. En individuales, ha ganado un título WTA, thres títulos Challenger WTA y dieciocho títulos ITF. En dobles, ha acumulado cuatro títulos WTA, un Challenger WTA y seis ITF.
Su resultado más destacado ha sido alcanzar las semifinales individuales del torneo de Roland Garros de 2021. 
Ha representado a Eslovenia en la Fed Cup, donde tiene un récord de partidos ganados-perdidos de 12-11.

## Carrera júnior
Zidanšek jugó en el circuito júnior de la ITF entre 2011 y 2015. Consolidó un récord de 95-35 en individuales (73% de victorias) y 55-18 en dobles (75%). Ganó cuatro títulos en individuales y seis en dobles, todos jugados sobre tierra batida excepto uno en moqueta. Alcanzó la posición 16 de la clasificación, la cual combina resultados de individuales y dobles, en diciembre de 2015. 

## Estilo de juego
Zidanšek es una tenista de perfil versátil que combina potencia, consistencia y recursos tácticos desde la línea de fondo. Puede adoptar un enfoque ofensivo con su característica derecha pesada y profunda, pero destaca especialmente por su solidez defensiva. Posee una gran movilidad y capacidad para devolver bolas difíciles, lo que le permite alargar los intercambios y forzar errores del rival. Su estilo incluye variedad de golpes como slices, dejadas y cambios de ritmo, lo que refuerza su capacidad para adaptarse a diferentes contextos de juego. Ha demostrado tener resistencia y temple en partidos largos y disputados, especialmente en tierra batida, su superficie predilecta.

## Entrenadores
Zidanšek fue entrenada por Zoran Krajnc hasta abril de 2021. Durante el resto de ese año, su equipo de entrenadores fue conformado por Anjé Cevka, Marjan Cuk y Pancho Alvariño. Carl Maesla entrenó por un año empezando en diciembre de 2021. Este fue reemplazado por Alejandro Garcia Cenzano en enero de 2023. Trabajó con el extenista esloveno Blaž Kavčič hasta junio de 2024. Michael Digby ha sido su entrenador desde entonces.

## Títulos WTA (5; 1+4)

### Individual (1)
| Leyenda                               |
| Grand Slam (0)                        |
| WTA Finals (0)                        |
| P. Mandatory & Premier 5, WTA 100 (0) |
| Premier, WTA 500 (0)                  |
| International, WTA 250 (1)            |

| No. | Fecha               | Torneo  | Superficie    | Oponente en la final | Resultado        |
| 1.  | 18 de julio de 2021 | Lausana | Tierra batida | Clara Burel          | 4-6, 7-6(5), 6-1 |

#### Finalista (2)
| No. | Fecha               | Torneo    | Superficie    | Oponente en la final | Resultado     |
| 1.  | 25 de mayo de 2019  | Núremberg | Tierra batida | Yulia Putintseva     | 6-4, 4-6, 2-6 |
| 2.  | 11 de abril de 2021 | Bogotá    | Tierra batida | Camila Osorio        | 7-5, 3-6, 4-6 |

### Dobles (4)
| Leyenda                               |
| ------------------------------------- |
| Grand Slam (0)                        |
| Juegos Olímpicos (0)                  |
| WTA Finals (0)                        |
| P. Mandatory & Premier 5, WTA 100 (0) |
| Premier, WTA 500 (0)                  |
| International, WTA 250 (4)            |

| N.º | Fecha                    | Torneo           | Superficie    | Pareja         | Oponentes en la final                   | Resultado         |
| --- | ------------------------ | ---------------- | ------------- | -------------- | --------------------------------------- | ----------------- |
| 1.  | 29 de septiembre de 2018 | Tashkent         | Dura          | Olga Danilović | Irina-Camelia Begu Ioana Raluca Olaru   | 7-5, 6-3          |
| 2.  | 9 de agosto de 2020      | Palermo          | Tierra batida | Arantxa Rus    | Elisabetta Cocciaretto Martina Trevisan | 7-5, 7-5          |
| 3.  | 15 de noviembre de 2020  | Linz             | Dura (i)      | Arantxa Rus    | Lucie Hradecká Kateřina Siniaková       | 6-3, 6-4          |
| 4.  | 11 de junio de 2022      | 's-Hertogenbosch | Hierba        | Ellen Perez    | Veronika Kudermétova Elise Mertens      | 6-3, 5-7, [12-10] |

#### Finalista (3)
| N.º | Fecha                    | Torneo    | Superficie    | Pareja           | Oponentes en la final                | Resultado        |
| --- | ------------------------ | --------- | ------------- | ---------------- | ------------------------------------ | ---------------- |
| 1.  | 15 de septiembre de 2019 | Zhengzhou | Dura          | Yanina Wickmayer | Nicole Melichar Květa Peschke        | 1-6, 6-7(2)      |
| 2.  | 17 de julio de 2022      | Lausana   | Tierra batida | Ulrike Eikkeri   | Olga Danilović Kristina Mladenovic   | w/o              |
| 3.  | 1 de octubre de 2022     | Parma     | Tierra batida | Arantxa Rus      | Anastasia Dețiuc Miriam Kolodziejová | 6-1, 3-6, [8-10] |

## Títulos WTA 125s

### Individuales (3–0)
| Resultado | Fecha                    | Torneo | Superficie | Oponente         | Puntaje       |
| --------- | ------------------------ | ------ | ---------- | ---------------- | ------------- |
| Campeona  | 10 de junio de 2018      | Bol    | Arcilla    | Magda Linette    | 6-1, 6-3      |
| Campeona  | 9 de junio de 2019       | Bol    | Arcilla    | Sara Sorribes    | 7-5, 7-5      |
| Campeona  | 10 de septiembre de 2023 | Bari   | Arcilla    | Rebecca Šramková | 3-6, 7-5, 6-1 |

### Dobles (1–0)
| Resultado | Fecha               | Torneos         | Superficie    | Pareja      | Oponentes                     | Resultado |
| --------- | ------------------- | --------------- | ------------- | ----------- | ----------------------------- | --------- |
| Campeona  | 31 de marzo de 2024 | San Luis Potosí | Tierra batida | Anna Bondár | Laura Pigossi Katarzyna Piter | w/o       |

## Títulos ITF

### Individuales (17)
| Torneos de $100,000 |
| Torneos de $75,000  |
| Torneos de $50,000  |
| Torneos de $25,000  |
| Torneos de $15,000  |
| Torneos de $10,000  |

| Finales por superficie |
| ---------------------- |
| Dura (3)               |
| Arcilla (14)           |
| Césped (0)             |
| Moqueta (0)            |

| Núm | Fecha                    | Torneo                           | Superficie | Oponente                 | Puntaje       |
| --- | ------------------------ | -------------------------------- | ---------- | ------------------------ | ------------- |
| 1.  | 19 de mayo de 2014       | Velenje, Eslovenia               | Arcilla    | Barbara Haas             | 4-6, 6-2, 6-3 |
| 2.  | 8 de junio de 2015       | Banja Luka, Bosnia y Herzegovina | Arcilla    | Marina Kachar            | 6-4, 2-6, 7-5 |
| 3.  | 22 de junio de 2015      | Telavi, Georgia                  | Arcilla    | Sadafmoh Tolibova        | 6-4, 6-1      |
| 4.  | 29 de junio de 2015      | Telavi, Georgia                  | Arcilla    | Szabina Szlavikovics     | 6-3, 6-3      |
| 5.  | 10 de agosto de 2015     | Arad, Rumania                    | Arcilla    | Chantal Škamlová         | 6-1, 6-3      |
| 6.  | 14 de septiembre de 2015 | Dobrich, Bulgaria                | Arcilla    | Polina Leykina           | 6-3, 6-2      |
| 7.  | 16 de abril de 2016      | Hammamet, Túnez                  | Arcilla    | Alice Bacquié            | 6-1, 6-0      |
| 8.  | 15 de mayo de 2016       | Győr, Hungría                    | Arcilla    | Ekaterina Alexandrova    | 6-4, 6-4      |
| 9.  | 31 de mayo de 2016       | Hódmezővásárhely, Hungría        | Arcilla    | Karolína Muchová         | 4-6, 6-2, 6-4 |
| 10. | 4 de diciembre de 2016   | Santiago, Chile                  | Arcilla    | Paula Cristina Gonçalves | 6-1, 6-4      |
| 11. | 17 de diciembre de 2016  | Pune, India                      | Dura       | Polina Monova            | 6-4, 6-2      |
| 12. | 30 de septiembre de 2017 | Pula, Italia                     | Arcilla    | Tereza Mrdeža            | 7-6(4), 7-5   |
| 13. | 12 de noviembre de 2017  | Bendigo, Australia               | Dura       | Olivia Rogowska          | 5-7, 6-1, 6-0 |
| 14. | 25 de febrero de 2018    | Curitiba, Brasil                 | Arcilla    | Fiona Ferro              | 7-5, 6-4      |
| 15. | 2 de abril de 2018       | Pula, Italia                     | Arcilla    | Anastasia Grymalska      | 6-3, 6-1      |
| 16. | 15 de abril de 2018      | Pula, Italia                     | Arcilla    | Myrtille Georges         | 6-1, 7-6(4)   |
| 17. | 1 de diciembre de 2018   | Pune, India                      | Dura       | Karman Thandi            | 6-3 6-4       |
| 18. | 6 de julio de 2025       | Bucharest, Romania               | Arcilla    | Nuria Brancaccio         | 6-1, 7-5      |

### Dobles (4)
| Torneos de $100,000 |
| Torneos de $75,000  |
| Torneos de $50,000  |
| Torneos de $25,000  |
| Torneos de $15,000  |
| Torneos de $10,000  |

| Finales por superficie |
| ---------------------- |
| Dura (0)               |
| Arcilla (4)            |
| Césped (0)             |
| Moqueta (0)            |

| Núm | Fecha                   | Torneo           | Superficie | Pareja                | Oponentes                             | Puntaje     |
| --- | ----------------------- | ---------------- | ---------- | --------------------- | ------------------------------------- | ----------- |
| 1.  | 20 de abril de 2015     | Bol, Croacia     | Arcilla    | Pia Čuk               | Natalija Šipek Eva Zagorac            | 6-1, 6-1    |
| 2.  | 3 de agosto de 2015     | Tarvisio, Italia | Arcilla    | Pia Čuk               | Giorgia Marchetti Maria Masini        | 6-1, 6-4    |
| 3.  | 7 de octubre de 2016    | Pula, Italia     | Arcilla    | Jil Teichmann         | Claudia Giovine Camilla Rosatello     | 6-2, 6-4    |
| 4.  | 28 de noviembre de 2016 | Santiago, Chile  | Arcilla    | Guadalupe Pérez Rojas | Usue Maitane Arconada Georgia Brescia | 6-3, 7-6(5) |

## Clasificación histórica
Para evitar confusiones, esta tabla será actualizada al concluir un torneo o cuando la participación del jugador en dicho torneo haya finalizado.
Solo serán considerados los cuadros principales de la WTA (incluidos los torneos de Grand Slam), las Olimpíadas y la Copa Billie Jean King.
Actualizada hasta el Abierto de los Estados Unidos 2021.

### Individuales
| Torneo                      | 2017 | 2018 | 2019  | 2020 | 2021  | 2022 | 2023                    | Títulos                 | G—P                     | %   |
| --------------------------- | ---- | ---- | ----- | ---- | ----- | ---- | ----------------------- | ----------------------- | ----------------------- | --- |
| Torneos de Grand Slam       |      |      |       |      |       |      |                         |                         |                         |     |
| Abierto de Australia        | C1   | C2   | 2R    | 2R   | 1R    | 3R   | 1R                      | 0 / 5                   | 4—5                     | 44% |
| Abierto de Francia          | C1   | C2   | 1R    | 1R   | SF    | 3R   |                         | 0 / 4                   | 6—4                     | 60% |
| Wimbledon                   | C1   | C3   | 2R    | ND   | 1R    | 1R   |                         | 0 / 3                   | 1—3                     | 25% |
| Abierto de los EE. UU.      | A    | 1R   | 1R    | A    | 2R    | 1R   |                         | 0 / 4                   | 1—4                     | 20% |
| Ganados—Perdidos            | 0—0  | 0—1  | 2—4   | 1—2  | 6—4   | 3—4  | 0—1                     | 0 / 16                  | 12—16                   | 43% |
| Torneos WTA 1000            |      |      |       |      |       |      |                         |                         |                         |     |
| Doha / Dubái                | A    | A    | A     | A    | A     | A    | 0 / 0                   | 0—0                     | -%                      |     |
| Indian Wells                | A    | A    | A     | ND   | 3R    | 2R   | 0 / 2                   | 1—2                     | 33%                     |     |
| Miami                       | A    | A    | 1R    | ND   | C2    |      | 0 / 1                   | 0—1                     | 0%                      |     |
| Madrid                      | A    | A    | A     | ND   | 2R    |      | 0 / 1                   | 1—1                     | 50%                     |     |
| Roma                        | A    | A    | 1R    | A    | 1R    |      | 0 / 2                   | 0—2                     | 0%                      |     |
| Canadá                      | A    | A    | A     | ND   | A     |      | 0 / 0                   | 0—0                     | -%                      |     |
| Cincinnati                  | A    | A    | A     | A    | 1R    |      | 0 / 1                   | 0—1                     | 0%                      |     |
| Wuhan                       | A    | A    | 1R    | ND   | ND    |      | 0 / 1                   | 0—1                     | 0%                      |     |
| Pekín                       | A    | A    | A     | ND   | ND    |      | 0 / 0                   | 0—0                     | -%                      |     |
| Ganados—Perdidos            | 0—0  | 0—0  | 0—3   | 0—0  | 2—4   | 0—1  | 0 / 8                   | 2—8                     | 20%                     |     |
| Estadísticas anuales        |      |      |       |      |       |      |                         |                         |                         |     |
| Torneos jugados             | 0    | 7    | 18    | 9    | 19    | 4    | Total de carrera: 57    | Total de carrera: 57    | Total de carrera: 57    |     |
| Finales alcanzadas          | 0    | 0    | 1     | 0    | 2     | 0    | Total de carrera: 3     | Total de carrera: 3     | Total de carrera: 3     |     |
| Torneos ganados             | 0    | 0    | 0     | 0    | 1     | 0    | Total de carrera: 1     | Total de carrera: 1     | Total de carrera: 1     |     |
| Ganados—Perdidos            | 0—0  | 7—7  | 15—18 | 6—10 | 24—18 | 5—3  | Total de carrera: 57—56 | Total de carrera: 57—56 | Total de carrera: 57—56 |     |
| Victorias %                 | 0%   | 50%  | 45%   | 43%  | 57%   |      | Total de carrera: 51%   | Total de carrera: 51%   | Total de carrera: 51%   |     |
| Clasificación de fin de año | 180  | 70   | 64    | 87   | 30    |      | Mejor clasificación: 22 | Mejor clasificación: 22 | Mejor clasificación: 22 |     |

Notas
1. ↑   Desde 2015 los torneos de Catar y Dubái se han alternado de categoría anualmente, intercambiando entre WTA 1000 y WTA 500.